# معاداة السلطوية
معاداة السلطوية هو مفهوم معاكس للسلطوية، المعرّف على أنه «نوع من التنظيم الاجتماعي الذي يتميز بالإذعان لالسلطة». ويؤمن المعادون للسلطة غالبًا بـالمساواة الكاملة أمام القانون والحريات المدنية القوية. ويستخدم المصطلح في بعض الأحيان بالتبادل مع الفوضوية، وهي أيديولوجية ترفض الدولة وجميع أشكال السلطة التدريجية الإجبارية الأخرى.
بعد الحرب العالمية الثانية، انتشر إحساس قوي بمعاداة السلطة على غرار معاداة الفاشية في أوروبا. وينسب ذلك إلى المقاومة الفعالة لـالاحتلال والخوف النابع من ظهور القوى العظمى.

## وجهات النظر والتطبيق
الفكر الحر هو وجهة النظر الفلسفية التي تعتقد أنَّ الأفكار يجب أن تُشكّل على أساس المنطق والاستدلال والتجريب بدلًا من السلطة والتقاليد أو العقائد الأخرى. ويُعرف التطبيق المعرفي للفكر الحر باسم (التفكير الحر) ويُعرف ممارسو (التفكير الحر) بـ(المفكرين الأحرار).
حجة الاحتكام إلى السلطة هي شكل شائع من الحجج التي تُعتبر مغالطة منطقية عند إساءة استخدامها. يمثل الاحتكام إلى رأي السلطة في الاستدلال غير الرسمي شكلًا من أشكال الحجج التي تحاول برهنة القياس المنطقي الإحصائي. يعتمد الاحتكام إلى رأي السلطة على حجة على النموذج التالي:
- يملك شخص A سلطة في موضوع معين.
- يقول A شيئًا حول هذا الموضوع.
- يكون A على الأرجح صحيحًا.

وتشمل الأمثلة على استخدام هذه المغالطة أيّ حجة احتكام إلى رأي السلطة مُستخدَمة في سياق الاستدلال المنطقي والتأييد لموقف السلطة لدحض الأدلة المعارضة على اعتبار أن أدلة السلطات تكون صحيحة في الأحكام المتعلقة بمجال خبرتها أكثر من الأفراد العاديين. لا تزال السلطة لاستنتاج أحكام خاطئة من خلال ارتكاب الأخطاء أو التحيز أو عدم الأمانة أو الوقوع ضحية التفكير الجماعي، وبالتالي فإن الاحتكام إلى رأي السلطة ليس حجة موثوقة بشكل عام لتحديد الحقائق. قال الفيلسوف اللاسلطوي المؤثر ميخائيل باكونين ما يلي: «نشيرُ في مواضيع الأحذية إلى سلطة صانع الأحذية، وفيما يتعلق بالمنازل أو القنوات أو السكك الحديدية أستشير المعماري أو المهندس. فمن أجل الحصول على أي معرفة أستشير صاحب العلم بذلك المجال لكنني لا أسمح لأي من صانع الأحذية أو المهندس أو أي صاحب علم أن يفرض سلطته عليّ، فأنا أستمع إليهم بكل حرية واحترام يتعلق بشخصيتهم ومدى ذكاءهم ومعرفتهم، محتفظًا دومًا بحقي الشرعي في الانتقاد أو الاستهجان، وأنا لا أرغب في تبني رأي جهة واحدة في أي مجال خاص، أنا استمع لعدة جهات، ثم أقارن آراءهم وأختار ما يبدو لي أنّه الرأي الأكثر صحة. لكنني لا أعترف بأي سلطة معصومة عن الخطأ حتى في المسائل المتعلقة بها، وبالتالي أيًا كان الاحترام الذي قد أُظهِرُه من أجل صدق وإخلاص هذا الشخص أو ذاك، ليس لدي إيمان مطلق بأي شخص». وقال أيضا: «لا توجد سلطة ثابتة ودائمة، ولكن توجد سلطة متبدلة ومؤقتة، والأهم هو السلطة الحرة. هذا هو السبب الذي يمنعني من الاعتراف بسلطة ثابتة ودائمة وعالمية، لأنه لا يوجد إنسان عالمي ولا يوجد شخص قادر على استيعاب كل تلك الكمية من التفاصيل، والتي يصبح بدونها تطبيق أيٌّ من مجالات العلوم على فروع الحياة الاجتماعية مستحيلًا».
كان هناك شعور قوي بمعاداة السلطوية بعد الحرب العالمية الثانية ارتكز على أساس معاداة الفاشية في أوروبا. ويعزى ذلك إلى المقاومة الفعّالة ضد الاحتلال والمخاوف الناشئة عن تطور القوى العظمى. كما ارتبطت معاداة السلطوية بحركات الثقافة المضادة والبوهيمية. كانت مجموعة جيل بيت راديكالية سياسياً في الخمسينات من القرن العشرين، واتخذ نشطاؤها مواقف معاداة السلطوية لحد ما في الستينيات. حملت حركات الهيبي وحركات الثقافة المضادة الكبرى في الستينيات من القرن العشرين أسلوب حياة ونشاط سياسي اجتماعي تم تنفيذه بشكل مثالي من خلال معاداة السلطوية وبعض الوسائل البعيدة عن العنف. وقد تم وصفها على النحو التالي: «ترفض حركة الهيبي جميع هياكل السلطة الهرمية القمعية لأنها مناقضة لأهداف الهيبي في السلام والمحبة والحرية ... لا يفرض مؤيدو الحركة معتقداتهم على الآخرين. بل يسعون لتغيير العالم من خلال التفكير المنطقي والعيش بحسب ما يؤمنون به». أصبحت معاداة السلطوية مرتبطةً مع ثقافة البونك الفرعية في سبعينيات القرن العشرين.